# Aéroport régional de Jizan
L'aéroport régional de Jizan dessert la ville de Jizan, au sud ouest de l'Arabie saoudite.

## Historique
- Nom d'origine : King Abdullah Bin Abdulaziz Airport

Le 15 juin 2019, les Houthis déclarent avoir effectué des attaques par drones sur les citernes de l’aéroport régional d'Abha et la salle de contrôle de l'aéroport de Jizan.

## Compagnies et destinations
- Nas Air (Saudi Arabia) : Jeddah, Riyadh
- Saudi Arabian Airlines : Dammam, Jeddah, Riyadh

## Statistiques
Pour des raisons techniques, il est temporairement impossible d'afficher le graphique qui aurait dû être présenté ici.

Voir la requête brute et les sources sur Wikidata.